# Илльгнер, Бодо
Бо́до И́лльгнер (нем. Bodo Illgner; род. 7 апреля 1967, Кобленц) — немецкий футболист, вратарь. Выступал за клубы «Кёльн» и «Реал Мадрид», а также за национальную сборную Германии. Чемпион мира 1990 года. Лучший вратарь Европы 1991 года.

## Биография
Бодо Илльгнер является воспитанником клуба региональной немецкой лиги «Хардтберг». В 1983 году он перешёл в «Кёльн», в котором стал дублёром знаменитого вратаря сборной Германии Тони Шумахера.
С 1987 года Илльгнер стал основным вратарём «Кёльна», а вскоре и немецкой сборной. Его дебют в сборной состоялся 23 сентября 1987 года в матче со сборной Дании (1:0).
На чемпионате мира 1990 года Илльгнер был основным вратарём сборной Германии. Его уверенная игра при поддержке сильных защитников Клауса Аугенталера, Андреаса Бреме, Томаса Бертольда, Юргена Колера и Гвидо Бухвальда стала одной из причин успеха Германии. В полуфинале чемпионата со сборной Англии Илльгнер отразил удар Стюарта Пирса в послематчевой серии пенальти, а в финале сохранил свои ворота сухими, чего ранее не удавалось ни одному вратарю.
Илльгнер 4 раза подряд (с 1989 по 1992 год) признавался лучшим голкипером Германии, в 1991 году его признали лучшим в Европе. Со сборной он стал вице-чемпионом Европы в 1992 году и принимал участие в чемпионате мира 1994 года. После поражения немцев от сборной Болгарии в четвертьфинале мирового первенства в США Илльгнер принял решение завершить выступления за национальную команду.
30 августа 1996 года вратарь перешёл в «Реал Мадрид» по приглашению нового главного тренера клуба, Фабио Капелло. В первом своём сезоне в испанском клубе Илльгнер стал чемпионом страны, в следующем — победителем Лиги чемпионов УЕФА.
Со сменой тренеров клуба менялась и роль немца в команде. При Капелло и Гусе Хиддинке он был основным вратарём, при Юппе Хайнкесе и Джоне Тошаке играл гораздо реже. При Висенте дель Боске ветеран окончательно потерял место в воротах, уступив его молодому Икеру Касильясу, и в 2001 году завершил карьеру. Сейчас[когда?] Илльгнер работает футбольным экспертом на немецком телевидении.

## Достижения

### Командные
- Чемпион мира: 1990
- Вице-чемпион Европы: 1992
- Победитель Лиги чемпионов УЕФА: 1997/98, 1999/00
- Обладатель Межконтинентального кубка: 1998
- Финалист Кубка УЕФА: 1985/86
- Чемпион Испании: 1996/97, 2000/01
- Чемпион Европы среди юношей до 16 лет: 1984

### Личные
- Лучший вратарь Европы по версии УЕФА: 1991
- Лучший вратарь Германии: 1989, 1990, 1991, 1992
- Включён в символическую сборную  Бундеслиги по версии Kicker: 1994/95[2]

## Статистика
| Клуб                 | Сезон   | Матчи | Голы |
| -------------------- | ------- | ----- | ---- |
| Кёльн (Кёльн)        | 1985/86 | 2     | 0    |
| Кёльн (Кёльн)        | 1986/87 | 16    | 0    |
| Кёльн (Кёльн)        | 1987/88 | 34    | 0    |
| Кёльн (Кёльн)        | 1988/89 | 33    | 0    |
| Кёльн (Кёльн)        | 1989/90 | 34    | 0    |
| Кёльн (Кёльн)        | 1990/91 | 34    | 0    |
| Кёльн (Кёльн)        | 1991/92 | 37    | 0    |
| Кёльн (Кёльн)        | 1992/93 | 31    | 0    |
| Кёльн (Кёльн)        | 1993/94 | 33    | 0    |
| Кёльн (Кёльн)        | 1994/95 | 34    | 0    |
| Кёльн (Кёльн)        | 1995/96 | 34    | 0    |
| Кёльн (Кёльн)        | 1996/97 | 4     | 0    |
| Реал Мадрид (Мадрид) | 1996/97 | 40    | 0    |
| Реал Мадрид (Мадрид) | 1997/98 | 12    | 0    |
| Реал Мадрид (Мадрид) | 1998/99 | 34    | 0    |
| Реал Мадрид (Мадрид) | 1999/00 | 5     | 0    |
| Реал Мадрид (Мадрид) | 2000/01 | 0     | 0    |